# I banditi del tempo
I banditi del tempo (Time Bandits) è un film del 1981 diretto da Terry Gilliam.
Gilliam ha collaborato per la sceneggiatura con Michael Palin, l'altro membro del gruppo Monty Python, che appare nella pellicola in due piccole scene "cameo" insieme a Shelley Duvall. 
Questo lungometraggio è il maggiore successo dei circa 30 film prodotti dalla HandMade Films, fondata dall'ex Beatles George Harrison, che ne ha composto alcune musiche aggiuntive.
È il primo film della cosiddetta "trilogia dell'immaginazione", completata dai successivi Brazil (1985) e Le avventure del barone di Munchausen (1988).

## Trama
Kevin è un vivace ragazzino di 11 anni appassionato di storia, specialmente dell'Antica Grecia, ignorato dai genitori, che preferiscono competere coi vicini nel possesso degli ultimi modelli di elettrodomestici sul mercato. Una notte, Kevin sogna un cavaliere a cavallo che irrompe nella sua cameretta dall'armadio e parte a galoppo in una foresta. Si risveglia e nota sulla sua bacheca una fotografia del cavaliere e il paesaggio che ha sognato. La notte seguente resta sveglio davanti all'armadio con una macchina fotografica e dopo una lunga attesa, dall'armadio fuoriescono sei nani che gli saltano addosso chiedendogli come uscire dalla stanza, finché non scoprono un portale spingendo il muro. Improvvisamente dall'armadio fuoriesce un volto spettrale che li incita a "restituire la mappa", prima che Kevin e i nani raggiungano la fine del corridoio dietro al muro precipitando in un abisso.
I sette si ritrovano in una fattoria. Qui Kevin esige una spiegazione di tutto quello che sta succedendo e chi siano i sei nani. Questi si presentano: Fidgit, Strutter, Og, Wally, Vermin e Randall, il capo del gruppo. I nani spiegano che la faccia spettrale che li ha attaccati in camera da letto era il cosiddetto Essere Supremo. Kevin cerca di allontanarsi dalla stramba compagnia e si ritrova nel bel mezzo di una battaglia e viene raggiunto dai nani, che con una strana mappa gli spiegano di essere finiti in Italia durante la Battaglia di Castiglione e più avanti incontrano Napoleone, un generale ossessionato all'altezza dei vari conquistatori della storia. I nani, che spiegano a Kevin di essere dei "banditi", riescono a derubare il francese di diversi tesori (tra i quali la Gioconda) prima di ritrovare il portale ed attraversarlo.
Si ritrovano stavolta nel Medioevo e mentre passeggiano per la foresta Randall spiega a Kevin che la strana mappa che possiedono è una Mappa del Tempo, che permette loro di arrivare in qualunque epoca storica segnata su di essa attraverso lo spaziotempo e l'hanno rubata all'Essere Supremo, colui che ha creato l'universo e che fino a non troppo tempo prima era il superiore di Randall e dei nani e li aveva licenziati per aver creato il "Baobab Rosso". Così Randall e i nani avevano deciso di rubargli la mappa per vendetta: la usano per raggiungere le ere segnate su di essa e per accumulare ricchezze. Dopo che Kevin ha scattato una foto dei nani, il gruppo s'imbatte nel leggendario furfante Robin Hood, che alla vista del tesoro del gruppo di Kevin decide di espropriarglielo e lo dona ai poveri sotto i loro occhi. Questo episodio crea astio fra Randall e Kevin per il fatto che il ragazzino difende le azioni di Robin Hood.
All'insaputa dei protagonisti, Male, una malvagia e narcisistica incarnazione ribelle nei confronti dell'Essere Supremo (che lo ha imprigionato nella Fortezza delle Tenebre eterne) trama contro il gruppo di Kevin per impadronirsi della mappa e sconfiggere l'Essere Supremo utilizzando le più avanzate forme di tecnologia, che lui ammira. Male prova quindi a manipolare i nani possedendo Og, ma Kevin distoglie i nani dai propositi del malvagio. Improvvisamente il volto dell'Essere Supremo riappare e la compagnia di Kevin si rimette in viaggio, ma stavolta si aprono due portali e Kevin salta in uno senza i nani. Kevin finisce nella civiltà micenea e nella caduta aiuta involontariamente re Agamennone a sconfiggere un guerriero minotauro; il sovrano accoglie Kevin al palazzo come amico e il ragazzino scatta diverse istantanee del luogo. Kevin però viene ritrovato dai nani, che arrivano alla corte fingendosi dei giullari per rubare gioielli e lo trascinano via con loro in un altro buco temporale contro la sua volontà.
Il gruppo giunge sul RMS Titanic e i nani usano il tesoro rubato dalla corte di Agamennone per vestirsi da grand'uomini e permettersi dei posti in prima classe. Nonostante ciò Kevin è infelice per aver lasciato Agamennone e inizia a disprezzare i nani per via della loro cleptomania che apparentemente prevale la loro vera personalità e di come usino un oggetto prestigioso come la mappa del tempo per compiere crimini. Randall prova a tirar su di morale Kevin dicendogli che il loro prossimo obiettivo è quello di usare la mappa per raggiungere l'Era delle Leggende ed entrare nella Fortezza delle Tenebre eterne per impadronirsi del "Più favoloso oggetto del Mondo". Quando il Titanic si schianta contro l'iceberg, Male trasporta Kevin e i nani nell'Era delle Leggende e qui il gruppo viene pescato da un orco di nome Winston che intende mangiarli, ma il gruppo riesce a buttare nel mare l'orco e la sua consorte con l'inganno e i Banditi prendono possesso del galeone, finché un gigante marino li solleva dalla superficie con la testa e camminando li conduce a terra. I Banditi addormentano il gigante iniettandogli del sonnifero attraverso un mantice e scendono a terra.
Riescono finalmente a raggiungere la Fortezza delle Tenebre, ma una volta all'interno, i nani vengono ingannati da una trappola di Male simile a uno show televisivo (nel quale Male utilizza due individui identici ai genitori di Kevin) che vengono così imprigionati in una gabbia sospesa sul vuoto: Male gli sottrae la mappa. Kevin, guardando la mappa del tempo immortalata in una delle sue fotografie, scopre come fuggire dalla gabbia rendendosi conto che l'abisso sotto la gabbia non è altro che un gigantesco portale. Kevin e i nani raggiungono Male, che però tramuta Og in un maiale e prova ad uccidere Kevin. Sfruttando la mappa, i Banditi si procurano un esercito di cowboys, cavalieri, arceri, un carro armato e un'astronave. Nonostante ciò Male riesce a sconfiggerli lo stesso e nello scontro Fidgit perde la vita. Improvvisamente Male si carbonizza e si scopre che è stato l'Essere Supremo ad eliminare il malvagio. Il Supremo si presenta nelle sembianze di un elegante signore, ripristina la forma di Og e riporta in vita Fidgit per poi iniziare a sistemare le cose ordinando ai nani di buttare i resti di Male in una cassetta postale. Supremo spiega di aver permesso ai Banditi di rubare la mappa affinché venga attuato un piano per "collaudare" il Male e decide di ridare il posto di lavoro ai nani criticando le loro capacità di Banditi.
Improvvisamente tutto si riempie di fumo e l'Essere Supremo se ne va via con i nani (che per sbaglio dimenticano un pezzo di Male) mentre Kevin viene avvolto dal fitto fumo, finché non si ritrova nella sua camera da letto, che è piena di fumo perché la casa ha preso fuoco. Un pompiere irrompe però nella stanza e salva Kevin, che in lui riconosce le sembianze di Agamennone. I vigili del fuoco infine trovano la causa dell'incendio, un forno a microonde andato in cortocircuito, e lo consegnano ai genitori di Kevin, che sono più concentrati sugli elettrodomestici andati perduti che nella salvezza del figlio. Mentre Kevin ritrova le fotografie che aveva scattato durante l'avventura, i suoi genitori aprono il forno, che a loro insaputa conteneva il pezzo di Male, finendo così polverizzati quando lo toccano all'unisono nonostante gli avvertimenti di Kevin. Mentre Kevin e i vicini di casa assistono esterrefatti alla loro scomparsa, l'Essere Supremo chiude la scena arrotolando la mappa del tempo, che unita alle fotografie di Kevin, l'apparizione di Agamennone e la comparsa del pezzo di Male fa presagire che le avventure di Kevin non sono finite.

## Promozione
(Tagline del film)

## Serie TV Remake
Una serie TV remake composta da 10 episodi tratta dal film intitolata Time Bandits ha debuttato su Apple TV+ il 24 luglio 2024.